# Francis de Zulueta
Francis de Zulueta (* 12. September 1878 in London; † 16. Januar 1958), eigentlich Francisco Maria José de Zulueta war Jurist und Rechtshistoriker. Er war von 1919 bis 1948 Regius Professor of Civil Law an der University of Oxford.

## Leben
Zulueta war eingebürgerter Brite, entstammte aber spanisch-irischen Vorfahren. Sein Vater war der spanische Diplomat Pedro de Zulueta, Sohn des zweiten Grafen (Conde) von Torre-Diaz, einem spanischen Geschäftsmann in London. Seine Mutter war Laura Mary Sheil, Tochter des britischen Botschafters im Iran, Sir Justin Sheil. Francis wurde am 12. September 1878 in der spanischen Botschaft in London geboren.
Er war Oxbridge Fellow am All Souls College und Barrister. Er wurde am Beaumont College ausgebildet, einer von Jesuiten geführten Schule in Old Windsor, Berkshire, dann der Oratory School in Woodcote, Oxfordshire, und studierte dann Literae Humaniores am New College in Oxford, wo er 1902 abschloss. Nach einer Price-Fellowship am Merton College und einer Vinerian Law Scholarship (1903) wurde er All Souls Reader in Roman Law (1912–1917). 1919 wurde er in der Nachfolge von Henry Goudy zum Regius Professor für Civil Law in Oxford ernannt. Er war der erste römisch-katholische Regius Professor seit der Reformation und für viele Jahre eine führende katholische Persönlichkeit in Oxford.
Obwohl er kein Faschist war, unterstützte Zulueta, wie viele katholische Spanier seiner Zeit, Franco im Spanischen Bürgerkrieg. Diese Unterstützung brachte dem hoch angesehenen Juristen einen schlechten Ruf in Oxford ein, wo er als faschistischer Aristokrat dargestellt wurde. Dieser Darstellung widerspricht allerdings seine Unterstützung prominenter deutscher Juden wie Fritz Schulz und David Daube, der eine tiefe Freundschaft zu Zulueta entwickelte.
Er war eng mit J. R. R. Tolkien befreundet und wurde Pate von dessen Tochter Priscilla. Mit Tolkien diskutierte er noch vor dem Lord of the Rings über Gut und Böse. Er war ein Cousin von Kardinal Rafael Kardinal Merry del Val y Zulueta. Sein Sohn, Philip de Zulueta wurde der Vertreter des Foreign Office am Amtssitz des Premierministers, vorwiegend unter Harold Macmillan. Sein Enkel ist ein Investmentbanker in der City of London und ein Knight of Malta.

## Ehrungen
De Zulueta wurde mit Ehrendoktortiteln der University of Aberdeen (Legum Doctor, LL.D., 1953) und der Universität Paris ausgezeichnet. Er las die David Murray Lectures 1939. Zu Ehren von de Zulueta wurde eine Festschrift von seinem Nachfolger in der Regius-Professur, David Daube, herausgegeben (Studies in the Roman Law of Sale: Dedicated to the Memory of Francis de Zulueta).

## Bibliography
118 Arbeiten von Zulueta in 368 Publikationen werden in vier Sprachen von über 3000 Bibliotheken angeboten.
Bücher
- Patronage in the Later Empire
- The Liber Pauperum of Vacarius
- The Roman Law of Sale
- Institutes of Gaius; Francis de Zulueta (Hrsg.)
- Digest 41,1 and 2; Francis de Zulueta (Hrsg.)